# Ips sexdentatus
Ips sexdentatus es una especie de escarabajo del género Ips, tribu Ipini, familia Curculionidae. Fue descrita científicamente por I. C. H. Boerner en 1776.
Se mantiene activa durante todos los meses del año.

## Descripción
Mide 5,5-7,5 milímetros de longitud.

## Distribución
Se distribuye por Francia, Estonia, Suiza, Noruega, Bielorrusia, España, Bélgica, Suecia, Países Bajos, Finlandia, Rusia, Reino Unido, Alemania, Eslovaquia, Polonia, Austria, Italia, Chequia, Corea, Letonia, Hungría, México, Serbia, Bulgaria, Tailandia y Turquía.